# 10
10 (X) var ett normalår som började en onsdag i den julianska kalendern.

## Händelser

### Okänt datum
- Den germanska stammen Erminonerna delas upp i flera mindre stammar.
- Den grekiska dynastin i Baktrien utplånas.
- Publius Cornelius Dolabella blir konsul i Rom.
- Illyrien delas upp i Pannonien och Dalmatien.

## Födda
- Heron från Alexandria, grekisk ingenjör (död cirka 70)

## Avlidna
- Didymus Chalcenterus, grekisk lärd och grammatiker (född cirka 63 f.Kr.)